# Blatten (Lötschen)

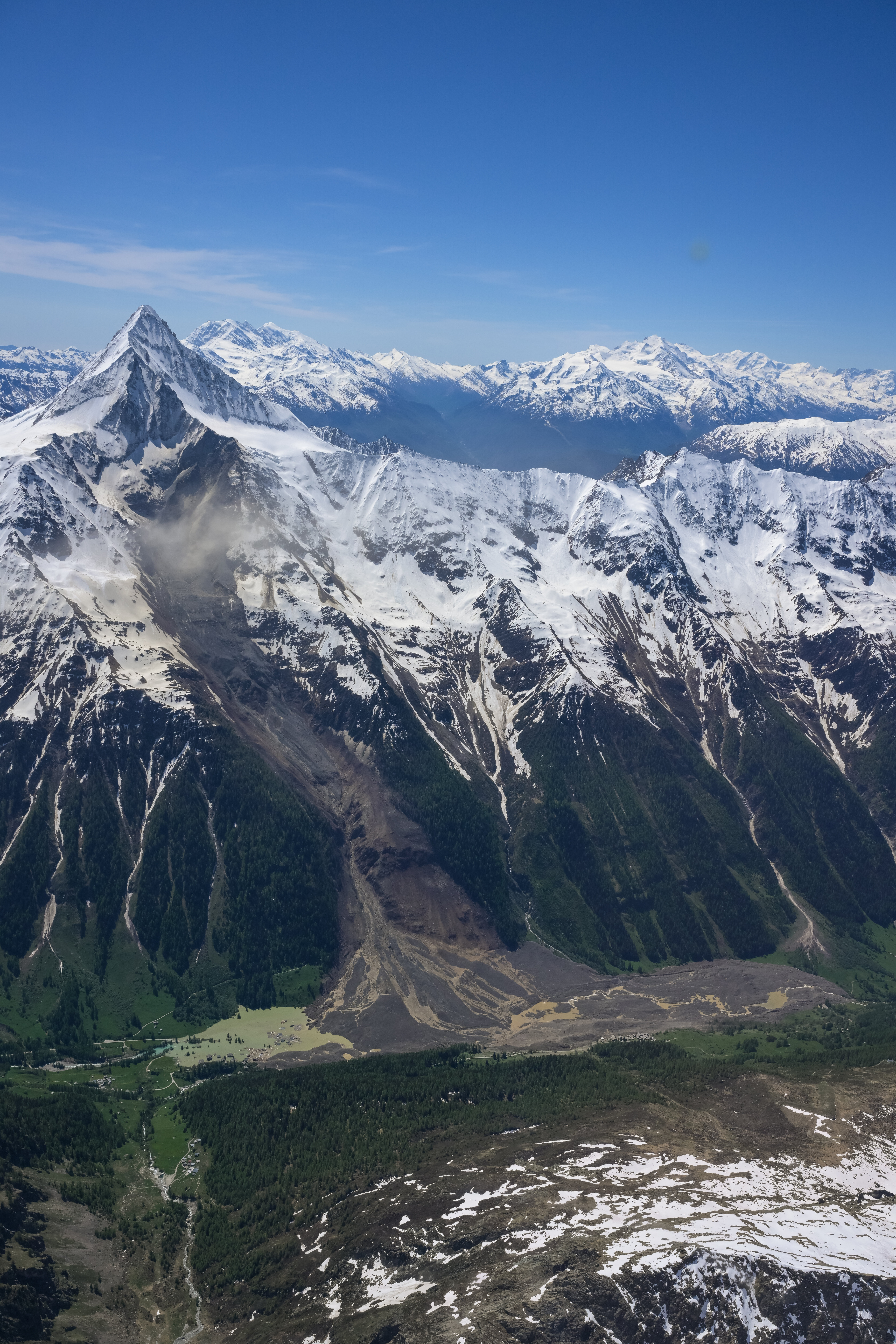
Das Lötschental bei Blatten am 30. Mai 2025 nach dem grossen Bergsturz

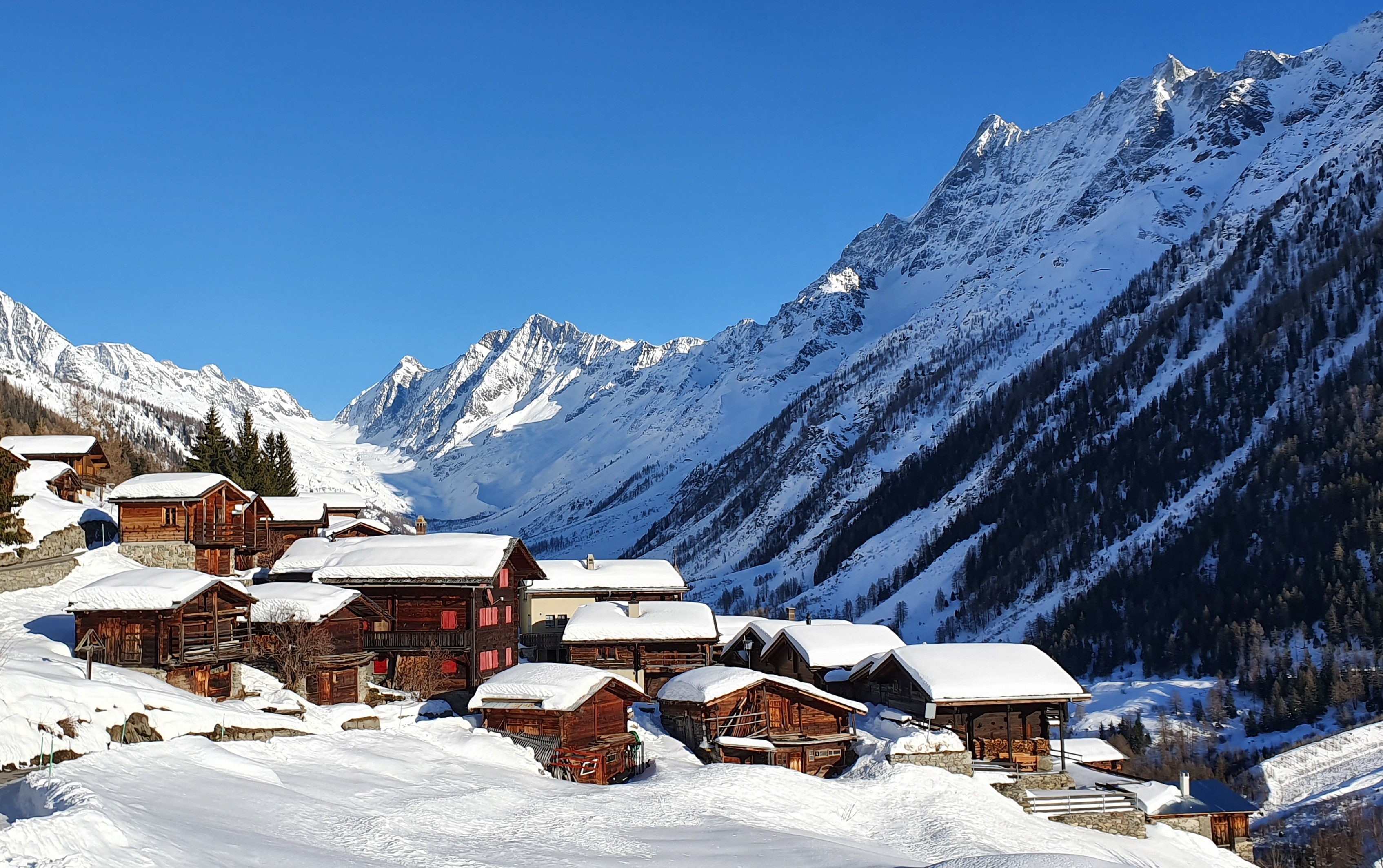
Der Weiler Weissenried (1707 m), Blick taleinwärts zur Lötschenlücke (2020)

Blatten (Lötschen) (im örtlichen Walliserdeutsch uf der Blattun [ʊf t(e)r ˈblɑtʊn]) ist eine Munizipal- und Burgergemeinde im Lötschental im Schweizer Kanton Wallis. Sie gehört zum Bezirk Westlich Raron. Das Dorf Blatten und der Weiler Ried wurden Ende Mai 2025 zu grossen Teilen von einem Bergsturz verschüttet und zerstört. Ein Wiederaufbau an einer anderen Stelle wurde in Aussicht gestellt. Nicht verschüttet wurden die weiteren Teile der Gemeinde: die Weiler Weissenried und Eisten sowie die gesamte obere Talschaft über die Fafleralp bis zur Lötschenlücke, dem Pass zum Aletschgletscher am oberen Ende des Tals. 

## Geschichte

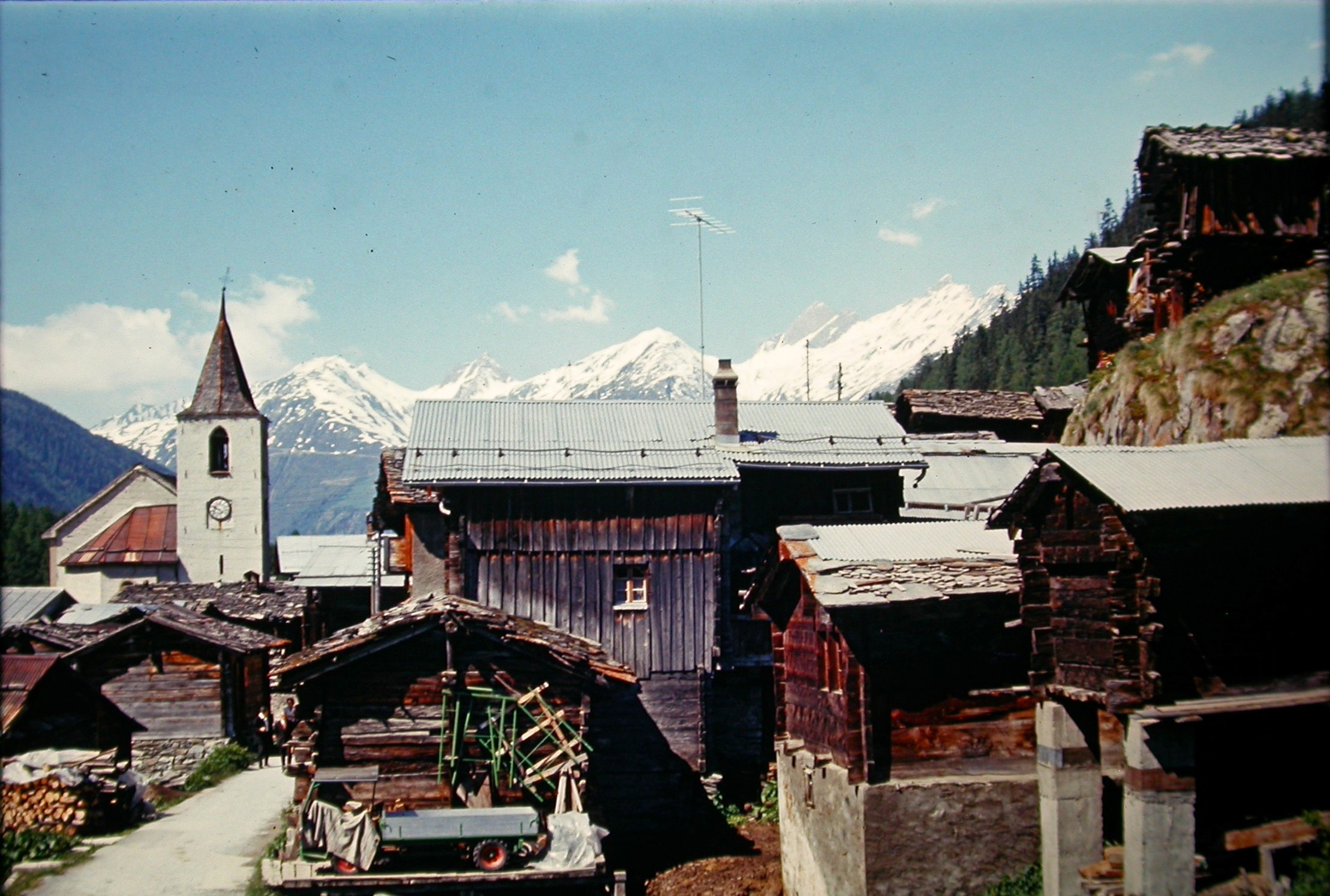
Blatten mit der alten Kirche (1974)

Die erste schriftliche Erwähnung des Ortes geschah 1433 mit „uff der Blattun“. Archäologisch kann ein Einzelfund nachgewiesen werden, es handelt sich um eine bronzezeitliche Nadel. Der Ort wurde 1954 mit einer Autostrasse erschlossen, und die Einwohnerschaft wandte sich Berufen im Industrie- und Dienstleistungssektor zu und arbeitete auswärts. Mit der Fafleralp oberhalb des Dorfgebietes besteht seit 1910 eine touristische Attraktion. Köniz ist seit 1965 eine Partnergemeinde von Blatten.

## Verschüttung durch Bergsturz
Am 28. Mai 2025 brach ein grosser Teil des Birchgletschers unter der zusätzlichen Belastung von rund neun Millionen Tonnen Bergsturzmaterial des Kleinen Nesthornes (3342 m ü. M.) ab. Die dadurch ausgelöste Schutt- und Eislawine verschüttete rund 90 Prozent des Dorfes Blatten. Ebenfalls verschüttet wurde der Weiler Ried. Die Weiler Weissenried und Eisten blieben weitgehend unversehrt. Die Schutt- und Eismassen bedeckten den Talboden des Lötschentals auf einer Länge von etwa zwei Kilometer und einer Breite von 50 bis 200 Meter.
Infolgedessen staute sich die Lonza an den dammartigen Ablagerungen und flutete die Talsohle flussaufwärts. In den Tagen zuvor hatte sich ein durch einen Murgang ausgelöster Schuttstrom bis nahe an den Ortsrand bewegt. Die kantonalen Behörden hatten das Dorf bereits am 19. Mai wegen akuter Bergsturzgefahr vollständig evakuiert, wodurch ein Massenverlust an Menschenleben verhindert wurde. Eine Person ausserhalb der evakuierten Zone wurde getötet.

## Geographie
Blatten liegt auf 1540 m Höhe und ist die oberste Gemeinde im Lötschental. Durch die Gemeinde fliessen die Lonza, welche auf dem Gemeindegebiet am Langgletscher entspringt, und der Dorfbach Gisentella, die sich im Dorfzentrum vereinigen. Der Ort liegt im Bereich der seit 2002 zum UNESCO-Weltnaturerbe erklärten Bergregion Jungfrau-Aletsch.
Auf dem Gemeindegebiet von Blatten liegen die Seen Schwarzsee, Guggisee, Grundsee und Anusee.
Blatten war mit Stand 11. Juni 2025 bislang nicht als Risikogebiet auf der Gefahrenkarte des Kanton Wallis ausgewiesen. Als ein solches gilt ein Gebiet, das von Naturgewalten mit einer Eintrittswahrscheinlichkeit von mindestens einmal in 300 Jahren getroffen werden könnte. Ein Berg- und Gletschersturz wie der vom 28. Mai 2025 gilt bislang als ein Ereignis, das mit deutlich geringerer Wahrscheinlichkeit auftritt.

### Klima
Für die Normalperiode 1991–2020 beträgt die Jahresmitteltemperatur 4,0 °C, wobei im Januar mit −5,4 °C die kältesten und im Juli mit 13,4 °C die wärmsten Monatsmitteltemperaturen gemessen werden. Im Mittel sind hier rund 182 Frosttage und 47 Eistage zu erwarten. Sommertage gibt es im Jahresmittel rund 9. Die Wetterstation von MeteoSchweiz nahm ab 1. März 2001 die Messungen auf und lag auf einer Höhe von 1538 m ü. M. Zuvor stand seit 1974 eine Wetterstation in Ried, etwas unterhalb von Blatten, die jedoch im Lawinenwinter 1999 am 20. Februar aufgegeben wurde.
|                        | Jan  | Feb  | Mär  | Apr  | Mai  | Jun  | Jul  | Aug  | Sep  | Okt  | Nov  | Dez  |   |       |
| Mittl. Temperatur (°C) | −5,4 | −4,4 | −0,4 | 3,3  | 8,0  | 11,7 | 13,4 | 12,9 | 9,0  | 4,9  | −0,6 | −4,3 | ⌀ | 4,1   |
| Mittl. Tagesmax. (°C)  | 0,1  | 1,8  | 5,3  | 8,8  | 13,9 | 18,1 | 20,4 | 19,8 | 15,8 | 11,5 | 4,8  | 0,4  | ⌀ | 10,1  |
| Mittl. Tagesmin. (°C)  | −8,8 | −8,9 | −5,1 | −1,4 | 2,5  | 5,2  | 7,0  | 7,0  | 3,8  | 0,7  | −3,6 | −7,2 | ⌀ | −0,7  |
|                        |      |      |      |      |      |      |      |      |      |      |      |      |   |       |
| Niederschlag (mm)      | 97   | 78   | 77   | 62   | 95   | 91   | 93   | 99   | 69   | 89   | 93   | 121  | Σ | 1064  |
|                        |      |      |      |      |      |      |      |      |      |      |      |      |   |       |
| Regentage (d)          | 9,7  | 9,2  | 9,2  | 8,3  | 10,8 | 11,3 | 11,4 | 11,3 | 9,0  | 9,8  | 9,8  | 10,5 | Σ | 120,3 |

| −8,8 |

| −8,9 |

| −5,1 |

| −1,4 |

| 2,5 |

| 5,2 |

| 7,0 |

| 7,0 |

| 3,8 |

| 0,7 |

| −3,6 |

| −7,2 |

| −8,8 |

| −8,9 |

| −5,1 |

| −1,4 |

| 2,5 |

| 5,2 |

| 7,0 |

| 7,0 |

| 3,8 |

| 0,7 |

| −3,6 |

| −7,2 |

## Bevölkerung
| Bevölkerungsentwicklung | Bevölkerungsentwicklung | Bevölkerungsentwicklung | Bevölkerungsentwicklung | Bevölkerungsentwicklung | Bevölkerungsentwicklung | Bevölkerungsentwicklung | Bevölkerungsentwicklung | Bevölkerungsentwicklung | Bevölkerungsentwicklung | Bevölkerungsentwicklung | Bevölkerungsentwicklung |
| Jahr                    | 1798                    | 1850                    | 1900                    | 1950                    | 2000                    | 2010                    | 2012                    | 2014                    | 2016                    | 2019                    | 2023                    |
| ----------------------- | ----------------------- | ----------------------- | ----------------------- | ----------------------- | ----------------------- | ----------------------- | ----------------------- | ----------------------- | ----------------------- | ----------------------- | ----------------------- |
| Einwohner               | 280                     | 234                     | 274                     | 362                     | 281                     | 307                     | 295                     | 284                     | 293                     | 318                     | 303                     |

## Sehenswürdigkeiten
Die 1877 gebaute katholische Kirche wurde 1985 durch einen der Rosenkranzkönigin geweihten Neubau ersetzt, der „eines der markantesten Beispiele neuen Bauens im Lötschental“ darstellte. Bei dem Bergsturz am 28. Mai 2025 wurde die Kirche völlig verschüttet und vermutlich zerstört; der Kirchturm war danach nicht mehr zu sehen.

## Wiederaufbaupläne – „Neues Blatten“
Eine kurz nach der Naturkatastrophe gegründete Arbeitsgruppe «Neues Blatten» plädiert für ein Weiterbestehen des baulich grossteils ausgelöschten Dorfes sowie der Dorf- und Talgemeinschaft. Ein Wiederaufbau an der bisherigen Stelle erscheint allerdings allein schon aufgrund des Ausmasses des Schuttmenge und der faktischen Unmöglichkeit, sie abzutragen und an anderer Stelle abzulagern, unrealistisch. Erwogen wird ein Aufbau an einem anderen, unter dem Aspekt der Naturgefahren sorgfältig geprüften Platz im Lötschental, beispielsweise im Bereich des Weilers Weissenried.

## Persönlichkeiten
- Walter Henzen (1895–1967), Germanist, in Blatten heimatberechtigt
- Johann Siegen (1886–1982), Pfarrer in Feschel (1912–1914), Prior in Kippel (1914–1974)